# Hāddsch
Hāddsch (m.) bzw. Hāddscha (w.) (arabisch الحاجّ, DMG al-ḥāǧǧ, persisch حاجى hād(d)schī) ist ein Ehrentitel einer Person, die den Haddsch, die islamische Pilgerfahrt nach Mekka, unternommen hat. Das Wort ist in dieser Bedeutung auch Bestandteil von Eigennamen.
Auch im Griechischen und Bulgarischen existiert der Ehrentitel des Haddschi. Zahlreiche Namen, die Χατζής Chatzís auf Griechisch und Хаджи Hadschí/Chadschi, bzw. Хаджия Hadschija/Chadschija auf Bulgarisch enthalten, gehen auf Pilgerfahrten orthodoxer Christen nach Jerusalem zurück. Wer nach Jerusalem gepilgert war, durfte sich fortan Χατζής/Хаджи nennen. In Bulgarien wurde der Titel bis zur Rechtschreibreform von 1945 als Abkürzung vor dem Familiennamen angegeben, z. B. Иван х. Петров Iwan h. Petrow. Seit der Schreibreform wird er als Teil des Familiennamens geschrieben: Иван Хаджипетров Iwan Hadschipetrow. Auch der Name Hadschi Halef Omar in Karl Mays Abenteuerromanen verweist auf diese Tradition.
Dieser Synkretismus der Kulturen existierte auch in Iran: iranische Juden, die eine Pilgerfahrt nach Jerusalem unternommen haben, sind berechtigt, diesen Ehrentitel zu tragen.